# Elecciones a la Junta General del Principado de Asturias de 1987
Las elecciones a la Junta General del Principado de Asturias de 1987 se celebraron el 10 de junio. Resultó vencedor de nuevo el PSOE, aunque en esta ocasión con 6 escaños menos. Alianza Popular, anteriormente dentro de Coalición Popular, también bajó de escaños, en este caso 1. Estos 7 escaños, más uno que también perdió el PCE, ahora bajo el nombre de Izquierda Unida, fueron a parar a Centro Democrático y Social. Pedro de Silva repitió mandato al frente del Principado.

## Resultados
| ← Elecciones a la Junta General del Principado de Asturias de 1987 → |                                                                   |                         |         |       |         |     |
| Presidente y gobierno | Partido                                                           | Candidato               | Votos   | %     | Escaños | +/- |
| - Presidente: Pedro de Silva - Gobierno: PSOE - Censo: 868.611 - Votantes: 580.436 (66,8 %) - Abstención: 288.175 (33,2%) - Válidos: 572.321 - A candidatura: 565.255 (98,8%) | Partido Socialista Obrero Español (PSOE)                          | Pedro de Silva          | 222.326 | 38,85 | 20      | -6  |
| - Presidente: Pedro de Silva - Gobierno: PSOE - Censo: 868.611 - Votantes: 580.436 (66,8 %) - Abstención: 288.175 (33,2%) - Válidos: 572.321 - A candidatura: 565.255 (98,8%) | Federación de Partidos de Alianza Popular (AP)                    | Isidro Fernández Rozada | 144.379 | 25,23 | 13      | -1  |
| - Presidente: Pedro de Silva - Gobierno: PSOE - Censo: 868.611 - Votantes: 580.436 (66,8 %) - Abstención: 288.175 (33,2%) - Válidos: 572.321 - A candidatura: 565.255 (98,8%) | Centro Democrático y Social (CDS)                                 | Adolfo Barthe Aza       | 106.155 | 18,55 | 8       | +8  |
| - Presidente: Pedro de Silva - Gobierno: PSOE - Censo: 868.611 - Votantes: 580.436 (66,8 %) - Abstención: 288.175 (33,2%) - Válidos: 572.321 - A candidatura: 565.255 (98,8%) | Izquierda Unida (IU)                                              | Francisco Javier Suárez | 69.175  | 12,09 | 4       | -1a |
| - Presidente: Pedro de Silva - Gobierno: PSOE - Censo: 868.611 - Votantes: 580.436 (66,8 %) - Abstención: 288.175 (33,2%) - Válidos: 572.321 - A candidatura: 565.255 (98,8%) | Partíu Asturianista (PAS)                                         |                         | 7.302   | 1,28  | 0       |     |
| - Presidente: Pedro de Silva - Gobierno: PSOE - Censo: 868.611 - Votantes: 580.436 (66,8 %) - Abstención: 288.175 (33,2%) - Válidos: 572.321 - A candidatura: 565.255 (98,8%) | Partido de los Trabajadores de España - Unidad Comunista (PCT-UC) |                         | 4.862   | 0,85  | 0       |     |
| - Presidente: Pedro de Silva - Gobierno: PSOE - Censo: 868.611 - Votantes: 580.436 (66,8 %) - Abstención: 288.175 (33,2%) - Válidos: 572.321 - A candidatura: 565.255 (98,8%) | Partido Demócrata Popular (PDP)                                   |                         | 3.591   | 0,63  | 0       |     |
| - Presidente: Pedro de Silva - Gobierno: PSOE - Censo: 868.611 - Votantes: 580.436 (66,8 %) - Abstención: 288.175 (33,2%) - Válidos: 572.321 - A candidatura: 565.255 (98,8%) | Ensame Nacionalista Astur (ENA)                                   |                         | 2.800   | 0,49  | 0       |     |
| - Presidente: Pedro de Silva - Gobierno: PSOE - Censo: 868.611 - Votantes: 580.436 (66,8 %) - Abstención: 288.175 (33,2%) - Válidos: 572.321 - A candidatura: 565.255 (98,8%) | Partido Socialista de los Trabajadores (PST)                      |                         | 2.473   | 0,43  | 0       |     |
| - Presidente: Pedro de Silva - Gobierno: PSOE - Censo: 868.611 - Votantes: 580.436 (66,8 %) - Abstención: 288.175 (33,2%) - Válidos: 572.321 - A candidatura: 565.255 (98,8%) | Coalición Plataforma Humanista (PH)                               |                         | 1.243   | 0,22  | 0       |     |
| - Presidente: Pedro de Silva - Gobierno: PSOE - Censo: 868.611 - Votantes: 580.436 (66,8 %) - Abstención: 288.175 (33,2%) - Válidos: 572.321 - A candidatura: 565.255 (98,8%) | Falange Española de las JONS (FE-JONS)                            |                         | 949     | 0,17  | 0       |     |
| - Presidente: Pedro de Silva - Gobierno: PSOE - Censo: 868.611 - Votantes: 580.436 (66,8 %) - Abstención: 288.175 (33,2%) - Válidos: 572.321 - A candidatura: 565.255 (98,8%) | En blanco                                                         | N/A                     | 7.066   | 1,23  | N/A     | N/A |
| - Presidente: Pedro de Silva - Gobierno: PSOE - Censo: 868.611 - Votantes: 580.436 (66,8 %) - Abstención: 288.175 (33,2%) - Válidos: 572.321 - A candidatura: 565.255 (98,8%) | Nulos                                                             | N/A                     | 8.115   | 0,93  | N/A     | N/A |

a Respecto a los resultados del PCE en 1983.

## Por circunscripciones
| Circunscripción central |                                                |         |        |         |     |
| Resultados | Candidatura                                    | Votos   | %      | Escaños | +/- |
| - Censo: 671.889 - Votantes: 449.669 (66,93%) - Abstención: 222.220 (33,07%) - Blancos: 6.046 (0,9%) - Nulos: 6.342 (0,94%) | Partido Socialista Obrero Español (PSOE)       | 163.919 | 36,97% | 13      | 6   |
| - Censo: 671.889 - Votantes: 449.669 (66,93%) - Abstención: 222.220 (33,07%) - Blancos: 6.046 (0,9%) - Nulos: 6.342 (0,94%) | Federación de Partidos de Alianza Popular (AP) | 104.843 | 23,65% | 8       | 1   |
| - Censo: 671.889 - Votantes: 449.669 (66,93%) - Abstención: 222.220 (33,07%) - Blancos: 6.046 (0,9%) - Nulos: 6.342 (0,94%) | Centro Democrático y Social (CDS)              | 88.398  | 19,94% | 7       | 7   |
| - Censo: 671.889 - Votantes: 449.669 (66,93%) - Abstención: 222.220 (33,07%) - Blancos: 6.046 (0,9%) - Nulos: 6.342 (0,94%) | Izquierda Unida (IU)                           | 60.339  | 13,61% | 4       | =   |

| Circunscripción occidental                                                                                               |                                                |        |        |         |     |
| Resultados | Candidatura                                    | Votos  | %      | Escaños | +/- |
| - Censo: 129.380 - Votantes: 82.891 (64,07%) - Abstención: 46.489 (35,93%) - Blancos: 623 (0,48%) - Nulos: 1.028 (0,79%) | Partido Socialista Obrero Español (PSOE)       | 37.550 | 45,87% | 4       | =   |
| - Censo: 129.380 - Votantes: 82.891 (64,07%) - Abstención: 46.489 (35,93%) - Blancos: 623 (0,48%) - Nulos: 1.028 (0,79%) | Federación de Partidos de Alianza Popular (AP) | 22.872 | 27,89% | 3       | =   |
| - Censo: 129.380 - Votantes: 82.891 (64,07%) - Abstención: 46.489 (35,93%) - Blancos: 623 (0,48%) - Nulos: 1.028 (0,79%) | Centro Democrático y Social (CDS)              | 11.329 | 13,84% | 1       | 1   |
| - Censo: 129.380 - Votantes: 82.891 (64,07%) - Abstención: 46.489 (35,93%) - Blancos: 623 (0,48%) - Nulos: 1.028 (0,79%) | Izquierda Unida (IU)                           | 7.121  | 8,7%   | 0       | 1   |

| Circunscripción oriental                                                                                              |                                                |        |        |         |     |
| Resultados | Candidatura                                    | Votos  | %      | Escaños | +/- |
| - Censo: 67.342 - Votantes: 47.876 (71,09%) - Abstención: 19.466 (28,91%) - Blancos: 397 (0,59%) - Nulos: 745 (1,11%) | Partido Socialista Obrero Español (PSOE)       | 20.857 | 44,25% | 3       | =   |
| - Censo: 67.342 - Votantes: 47.876 (71,09%) - Abstención: 19.466 (28,91%) - Blancos: 397 (0,59%) - Nulos: 745 (1,11%) | Federación de Partidos de Alianza Popular (AP) | 16.704 | 35,44% | 2       | =   |

## Investidura del Presidente del Principado de Asturias
El único candidato fue el socialista Pedro de Silva que fue elegido en segunda votación con mayoría simple, 20 votos, el 24 de julio de 1987:
| Fecha                                                   | Voto                  | PSOE | AP | CDS | IU | Total |
| ------------------------------------------------------- | --------------------- | ---- | -- | --- | -- | ----- |
| 22 de julio de 1987 Mayoría requerida: absoluta (23/45) | Pedro de Silva (PSOE) | 20   |    |     |    | 20/45 |
| 22 de julio de 1987 Mayoría requerida: absoluta (23/45) | Abstención            |      | 13 | 8   | 4  | 25/45 |
| 24 de julio de 1987 Mayoría requerida: simple           | Pedro de Silva (PSOE) | 20   |    |     |    | 20/45 |
| 24 de julio de 1987 Mayoría requerida: simple           | Abstención            |      | 13 | 8   | 4  | 25/45 |